# David Murray (Pädagoge)

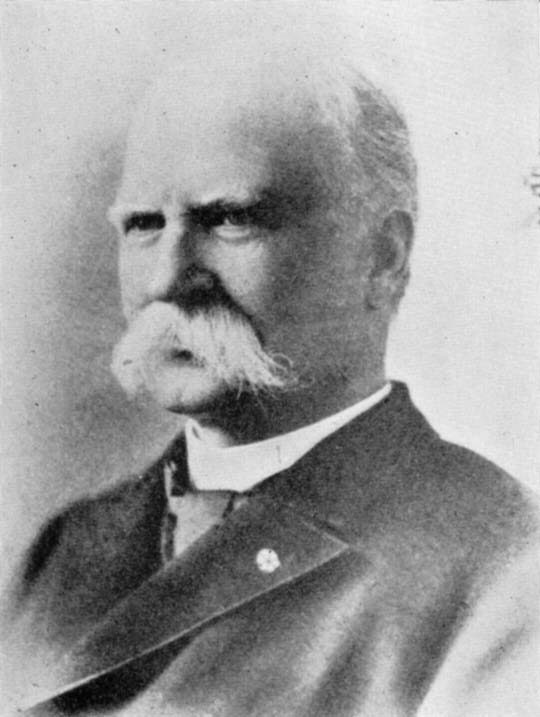
David Murray

David Murray (geboren 15. Oktober 1830 in Bovina, New York; gestorben 6. März 1905 in New Brunswick, New Jersey) war ein US-amerikanischer Pädagoge, der auch in Japan tätig war.

## Leben und Werk
David Murray machte 1852 seinen Studienabschluss am Union College in Schenectady und unterrichtete später am Rutgers College. Als 1872 der Japaner Mori Arinori, Vertreter der neuen japanischen Regierung nach der Meiji-Restauration, in den USA Murray bezüglich einer Bildungsreform in Japan befragte, reichte Murray schriftlich einen Vorschlag zu dem Thema ein. Seine Meinung erregte die Aufmerksamkeit der Iwakura-Mission, und so wurde er 1873 als „Kontraktausländer“ und Berater des Kultusministeriums nach Japan eingeladen.
Als oberster ausländischer Berater des Kultusministers unterstützte Murray Tanaka Fujimaro, der damals die zentrale Position in der Bildungsverwaltung innehatte, und arbeitete an der schrittweisen Reform des Bildungssystems. Er setzte 1873 die Inkraftsetzung der neuen „Education Order of 1872“ um. Auf seine Rat hin gründete die Regierung die „Pädagogische Schule für Frauen Tokio“ (東京女子師範学校, Tōkyō yoshi shihan gakkō), die Vorläufereinrichtung der heutigen Ochanomizu Joshi Daigaku. Sein besonderes Interesse galt dem Aufbau der Universität Tokio, für die er Pläne schrieb. Er setzte sich ein für Stufen der Ausbildung und für Universitätsabschlüsse nach amerikanischem und britischem Vorbild.
1879 kehrte Murray in die USA zurück und wirkte als Direktor des „New York State Department of Education“.